# Смирнов, Александр Ильич (актёр)
Алекса́ндр Ильи́ч Смирно́в (12 сентября 1909 — 5 июля 1977) — советский актёр театра и кино, заслуженный артист РСФСР (1977).

## Биография
Александр Ильич Смирнов родился 12 сентября 1909. Начал работать учеником сапожника у кустаря с 12 лет, позже работал на заводе был рабочим и строгальщиком-инструментальщиком. Окончил общеобразовательный факультет особого назначения в 1935 году и школу киноактёров при киностудии «Мосфильм» в 1940. Сниматься в эпизодических ролях начал с 1936 года. Когда началась Великая Отечественная война — добровольцем ушёл на фронт. В 1945, после демобилизации, работал штатным актёром киностудии «Мосфильм» и Театра-студии киноактёра.
Жена — актриса Вера Бурлакова (1924—2017).
Скончался 5 июля 1977 года. Похоронен на Химкинском кладбище.

## Признание и награды
- орден «Знак Почёта» (12.04.1974)
- Заслуженный артист РСФСР (1977)

## Творчество

### Художественные фильмы
1. 1936 — Зори Парижа — эпизод

Александр Смирнов в роли Алексея Артамонова, фильм «Дело Артамоновых» (1941)

2. 1936 — Поколение победителей — рабочий
3. 1938 — Семья Оппенгейм — заключённый
4. 1940 — Закон жизни — студент
5. 1940 — Суворов — князь Горчаков
6. 1941 — Дело Артамоновых — Алексей Артамонов
7. 1941 — Мечта — студент
8. 1946 — Крейсер «Варяг» — офицер флота
9. 1947 — Повесть о «Неистовом» — Ласточкин
10. 1948 — Мичурин — селекционер
11. 1950 — Жуковский — адъютант
12. 1950 — Заговор обречённых — коммунист, член парламента
13. 1951 — Прощай, Америка! — корреспондент Хилл
14. 1951 — Сельский врач — Скворцов
15. 1954 — Герои Шипки — генерал Струков
16. 1955 — Они спустились с гор — директор завода
17. 1956 — Есть такой парень — Семиёнов
18. 1956 — Полюшко-поле — Самошкин
19. 1957 — Случай в пустыне — высокий
20. 1958 — Восемнадцатый год (Хождение по мукам, 2 серия) — Василий Теплов
21. 1958 — Маяковский начинался так… — Групский
22. 1960 — Мичман Панин — офицер флота
23. 1960 — Северная радуга — генерал Красовский
24. 1960 — Слепой музыкант — Попельский
25. 1960—1961 — Воскресение — Никифоров, присяжный
26. 1961 — Суд сумасшедших — директор психиатрической больницы
27. 1964 — Москва — Генуя — Вирт
28. 1964 — Ракеты не должны взлететь — штандартенфюрер Гедике
29. 1965 — Чёрный бизнес — Петриченко
30. 1965 — Год как жизнь — Гофман
31. 1965 — Сквозь ледяную мглу — Герасимов
32. 1965—1967 — Война и мир — штабс-офицер Козловский
33. 1966 — Сколько лет, сколько зим! — начальник штаба дивизии
34. 1966 — Совесть — Калитин
35. 1966 — «Циклон» начнётся ночью — Кребс
36. 1967 — Они живут рядом — Бородкин
37. 1968 — Весна на Одере — генерал Ставки
38. 1968 — Первая девушка — отец Яшки Вредного
39. 1968 — Таинственный монах — генерал контрразведки
40. 1969 — Чайковский — Кашкин
41. 1970 — Московский характер — начальник штаба полка морской пехоты
42. 1970 — Один из нас — Шуленберг
43. 1970 — Сеспель — Камышов
44. 1970—1971 — Ватерлоо — старший офицер маршала Груши
45. 1970—1972 — Освобождение — генерал Михаил Барсуков
46. 1971 — Мировой парень — Борис Михайлович Малишевский
47. 1971 — Нюркина жизнь — начальник цеха
48. 1972 — Укрощение огня — участник банкета (нет в титрах)
49. 1973 — И на Тихом океане... — Мироша